# Margaret Scriven
Margaret Croft Scriven-Vivian (de soltera Scriven; 17 de agosto de 1912 - 25 de enero de 2001) fue una tenista británica y la primera mujer de ese país en ganar el título de individuales en el Campeonato de Francia en 1933. También ganó el título de individuales en el Campeonato de Francia de 1934, derrotando a Helen Jacobs en la final. Fue clasificada como la N.º 5 del mundo en 1933 y 1934.

## Primeros años
Margaret Scriven nació el 18 de agosto de 1912 en Chapel Allerton, Leeds. Fue educada en casa. Sus padres eran jugadores de tenis a nivel de club y ella jugaba desde temprana edad, practicando durante las vacaciones y participando en torneos locales. Según una fuente, había una cancha de tenis en su casa familiar y fue entrenada por su padre, Edgar Scriven, y por su madre.

## Carrera
Scriven ganó el Campeonato Británico Junior celebrado en Wimbledon en septiembre de 1929. En la final, Scriven derrotó a la señorita P. Burt de Nottingham, 6–1, 6–3.
En junio de 1930, Scriven jugó en el Campeonato de Wimbledon por primera vez, donde fue derrotada en la primera ronda por la señorita K. le Messurier.
En Wimbledon en 1931, Scriven tuvo mucho más éxito que en su primer intento el año anterior. Alcanzó los cuartos de final donde fue derrotada por la jugadora francesa Simonne Mathieu en sets.
En 1932 ganó el título de individuales en el Campeonato Británico de Pista Cubierta, jugado en las canchas de madera del Queen's Club, tras una victoria en la final contra Kay Stammers.
Para el Campeonato de Francia de 1933, Scriven no fue seleccionada para ir con el equipo oficial de gira británico. En cambio, viajó a París de forma independiente. Después de vencer a las principales jugadoras británicas Mary Heeley y Betty Nuthall en su camino a la final, Scriven ganó el torneo, derrotando a Simonne Mathieu en la final. También triunfó en el dobles mixto, en pareja con el jugador australiano Jack Crawford. A principios de agosto de 1933, Scriven fue parte del equipo británico perdedor en la Copa Wightman celebrada en Forest Hills, Nueva York. Más tarde en el mismo mes, Scriven estuvo en Forest Hills para el Campeonato de EE. UU.. En individuales, alcanzó los últimos 16 del torneo, siendo eliminada por la estadounidense Josephine Cruickshank. También compitió en dobles y dobles mixtos en el campeonato. En pareja con el jugador australiano Jack Crawford, Scriven llegó a las semifinales del dobles mixto.
En mayo de 1934, Scriven regresó al Campeonato de Francia, esta vez como parte del equipo oficial británico. El 3 de junio de 1934, Scriven retuvo su título francés, derrotando a Helen Jacobs de América, 7–5, 4–6, 6–1. La final comenzó a las 6:30 p. m. y, después de dos sets, ambas jugadoras apelaron por la luz. La apelación fue rechazada, sin embargo, y el partido continuó en el crepúsculo. Después de 3 juegos más, con Scriven liderando 2–1, Jacobs volvió a apelar por la luz pero fue rechazada. Scriven ganó todos los juegos restantes.
En el Campeonato de Francia de 1935, Scriven no pudo ganar el título de individuales por tercera vez, siendo derrotada en las semifinales por Mathieu. Sin embargo, ganó el título de dobles, en pareja con Katherine Stammers.
Scriven-Vivian fue la última mujer británica en ganar el mismo torneo de Grand Slam de individuales durante dos años consecutivos. Además, fue la primera mujer zurda en ganar un título de individuales de Grand Slam y fue la única mujer no cabeza de serie en ganar el Campeonato de Francia o el Abierto de Francia hasta que el título de individuales de 2017 fue ganado por Jeļena Ostapenko.
Jugó para el equipo británico de la Copa Wightman en 1933, 1934 y 1938.
Según Artur Wallis Myers de The Daily Telegraph y el Daily Mail, Scriven-Vivian fue clasificada entre las diez mejores del mundo desde 1933 hasta 1935, alcanzando el puesto número 5 en esas clasificaciones en 1933 y 1934.

## Vida personal
Scriven se casó con Harvey Vivian el 28 de noviembre de 1940, quien era maestro de casa y oficial de la RAF en tiempos de guerra. La pareja tuvo un hijo y una hija.

## Finales de Grand Slam

### Individuales (2 títulos)
| Resultado | Año  | Campeonato                | Superficie | Oponente        | Marcador      |
| --------- | ---- | ------------------------- | ---------- | --------------- | ------------- |
| Victoria  | 1933 | Campeonato de Francia     | Arcilla    | Simonne Mathieu | 6–2, 4–6, 6–4 |
| Victoria  | 1934 | Campeonato de Francia (2) | Arcilla    | Helen Jacobs    | 7–5, 4–6, 6–1 |

### Dobles (1 título)
| Resultado | Año  | Campeonato            | Superficie | Compañera    | Oponentes                             | Marcador |
| --------- | ---- | --------------------- | ---------- | ------------ | ------------------------------------- | -------- |
| Victoria  | 1935 | Campeonato de Francia | Arcilla    | Kay Stammers | Ida Adamoff Hilde Krahwinkel Sperling | 6–4, 6–0 |

### Dobles mixtos (1 título)
| Resultado | Año  | Campeonato            | Superficie | Compañero     | Oponentes                | Marcador |
| --------- | ---- | --------------------- | ---------- | ------------- | ------------------------ | -------- |
| Victoria  | 1933 | Campeonato de Francia | Arcilla    | Jack Crawford | Betty Nuthall Fred Perry | 6–2, 6–3 |

## Cronograma de torneos de Grand Slam individuales
| G | F | SF | CF | #R | RR | Q# | DNQ | A | NH |

(G) ganador; (F) finalista; (SF) semifinalista; (CF) cuartofinalista; (#R) rondas 4, 3, 2, 1; (RR) round-robin; (Q#) ronda de clasificación; (NC) no calificó; (A) ausente; (NS) no sostenido; (PA) porcentaje de acertamiento (eventos ganados / competido); (V–D) récord de victorias y derrotas.
| Torneo                    | 1930  | 1931  | 1932  | 1933  | 1934  | 1935  | 1936  | 1937  | 1938  | 1939  | 1940  | 1941–1944 | 1945  | 19461 | 19471 | Carrera SR |
| ------------------------- | ----- | ----- | ----- | ----- | ----- | ----- | ----- | ----- | ----- | ----- | ----- | --------- | ----- | ----- | ----- | ---------- |
| Campeonato de Australia   | A     | A     | A     | A     | A     | A     | A     | A     | A     | A     | A     | NH        | NH    | A     | A     | 0 / 0      |
| Campeonato de Francia     | A     | A     | 2R    | G     | G     | SF    | 2R    | CF    | A     | A     | NH    | R         | A     | A     | A     | 2 / 6      |
| Wimbledon                 | 1R    | CF    | 2R    | CF    | CF    | 3R    | 1R    | CF    | 4R    | 4R    | NH    | NH        | NH    | 4R    | 3R    | 0 / 12     |
| Abierto de Estados Unidos | A     | A     | A     | 3R    | A     | A     | A     | A     | A     | A     | A     | A         | A     | A     | A     | 0 / 1      |
| SR                        | 0 / 1 | 0 / 1 | 0 / 2 | 1 / 3 | 1 / 2 | 0 / 2 | 0 / 2 | 0 / 2 | 0 / 1 | 0 / 1 | 0 / 0 | 0 / 0     | 0 / 0 | 0 / 1 | 0 / 1 | 2 / 19     |

R = torneo restringido a nacionales franceses y celebrado bajo ocupación alemana.